# Heinrich Schürmann (Politiker)

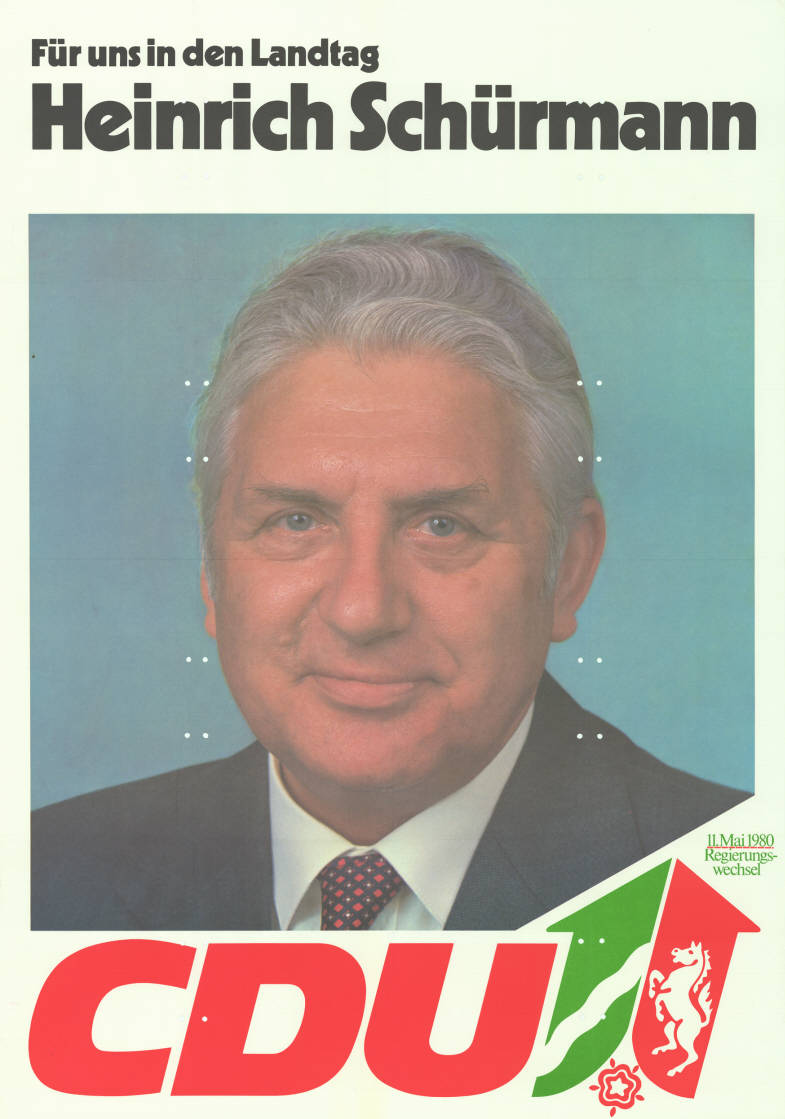
Kandidatenplakat zur Landtagswahl in Nordrhein-Westfalen 1980

Heinrich Schürmann (* 2. Oktober 1922 in Heisingen jetzt Essen; † 3. Mai 2010) war ein deutscher Politiker der CDU.

## Ausbildung und Beruf
Heinrich Schürmann absolvierte nach der Volksschule eine kaufmännische Lehre. Nach dem Besuch der Berufsfachschule legte er die Kaufmannsgehilfenprüfung ab. Er durchlief die Offizierschule und Navigationsschule der Kriegsmarine und erhielt anschließend das Patent zum Leutnant z.S. Er wurde Räumbootskommandant und Kapitänleutnant z.S. d. R. Ab 1946 arbeitete er in der Wohnungswirtschaft. 1960 wurde er Handlungsbevollmächtigter, 1966 Zweigstellenleiter und 1968 Abteilungsleiter.

## Politik
Heinrich Schürmann war Mitglied der CDU. Er fungierte als Ortsvorsitzender der CDU Essen-Heisingen und Mitglied des Bezirksvorstandes; früher war er Kreisparteivorstandsmitglied. 1961 wurde er Mitglied des Rates der Stadt Essen.
Des Weiteren wurde er Mitglied der Christlichen Gewerkschaft Deutschlands und Mitglied des Kirchenvorstandes St. Georg in Essen-Heisingen und war Ehrenvorsitzender der DJK Heisingen.
Heinrich Schürmann war vom 25. Juli 1966 bis zum 28. Mai 1980 direkt gewähltes Mitglied des 6., 7. und 8. Landtages von Nordrhein-Westfalen für den Wahlkreis 069 Essen VII. In den neunten Landtag rückte er am 31. März 1983 nach.

## Ehrungen
- 1980: Verdienstkreuz am Bande des Verdienstordens der Bundesrepublik Deutschland
- 1988: Verdienstkreuz 1. Klasse des Verdienstordens der Bundesrepublik Deutschland